# 雷克斯·哈里遜
雷克納德·凱雷·「雷克斯」·哈里遜爵士（英語：Sir Reginald Carey "Rex" Harrison，1908年3月5日—1990年6月2日），英國電影演員，曾獲得奧斯卡最佳男主角獎。

## 演出
- 《埃及艷后》
- 《窈窕淑女》
- 《萬世千秋》（1965年）